# الکالا (تامینا)
الکالا (تامینا) (به اسپانیایی: Alcalá (Tomina)) یک شهرک در بولیوی است.